# Eclectic (Alabama)
Eclectic é uma cidade  localizada no estado americano de Alabama, no Condado de Elmore.

## Demografia
Segundo o censo americano de 2000, a sua população era de 1037 habitantes.
Em 2006, foi estimada uma população de 1134, um aumento de 97 (9.4%).

## Geografia
De acordo com o United States Census Bureau, a localidade tem uma área de 11,1 km², dos quais 11,0 km² cobertos por terra e 0,1 km² cobertos por água. Eclectic localiza-se a aproximadamente 196 m acima do nível do mar.

## Localidades na vizinhança
O diagrama seguinte representa as localidades num raio de 32 km ao redor de Eclectic.